# マルコム・フォーブス
マルコム・スティーブンソン・フォーブス（Malcolm Stevenson Forbes、1919年8月19日 - 1990年2月24日）は、アメリカ合衆国の実業家・政治家である。父のB・C・フォーブスが創刊した経済誌『フォーブス』の発行人として知られる。資本主義・自由市場経済の熱心な推進者であり、パーティーや旅行、そして家、ヨット、飛行機、美術品、オートバイ、インペリアル・イースター・エッグなどの収集にお金をかける贅沢なライフスタイルを送っていた。

## 生涯
フォーブスは1919年8月19日にニュージャージー州イングルウッドで生まれた。父はスコットランド生まれの金融ジャーナリストのB・C・フォーブス、母はアデレード・メアリー・フォーブス（旧姓スティーブンソン）である。
1937年にローレンスビル・スクールを卒業した。1941年にプリンストン大学公共・国際問題学部を卒業した。卒業論文のタイトルは"Weekly Newspapers - An Evaluation"（週刊新聞――その評価）だった。
1942年にアメリカ陸軍に入隊し、第84歩兵師団の機関銃手として第二次世界大戦のヨーロッパ戦線で活躍し、幕僚軍曹(staff sergeant)まで昇進した。戦闘中に太ももに傷を負い、ブロンズスターメダルとパープルハート章を受章した。

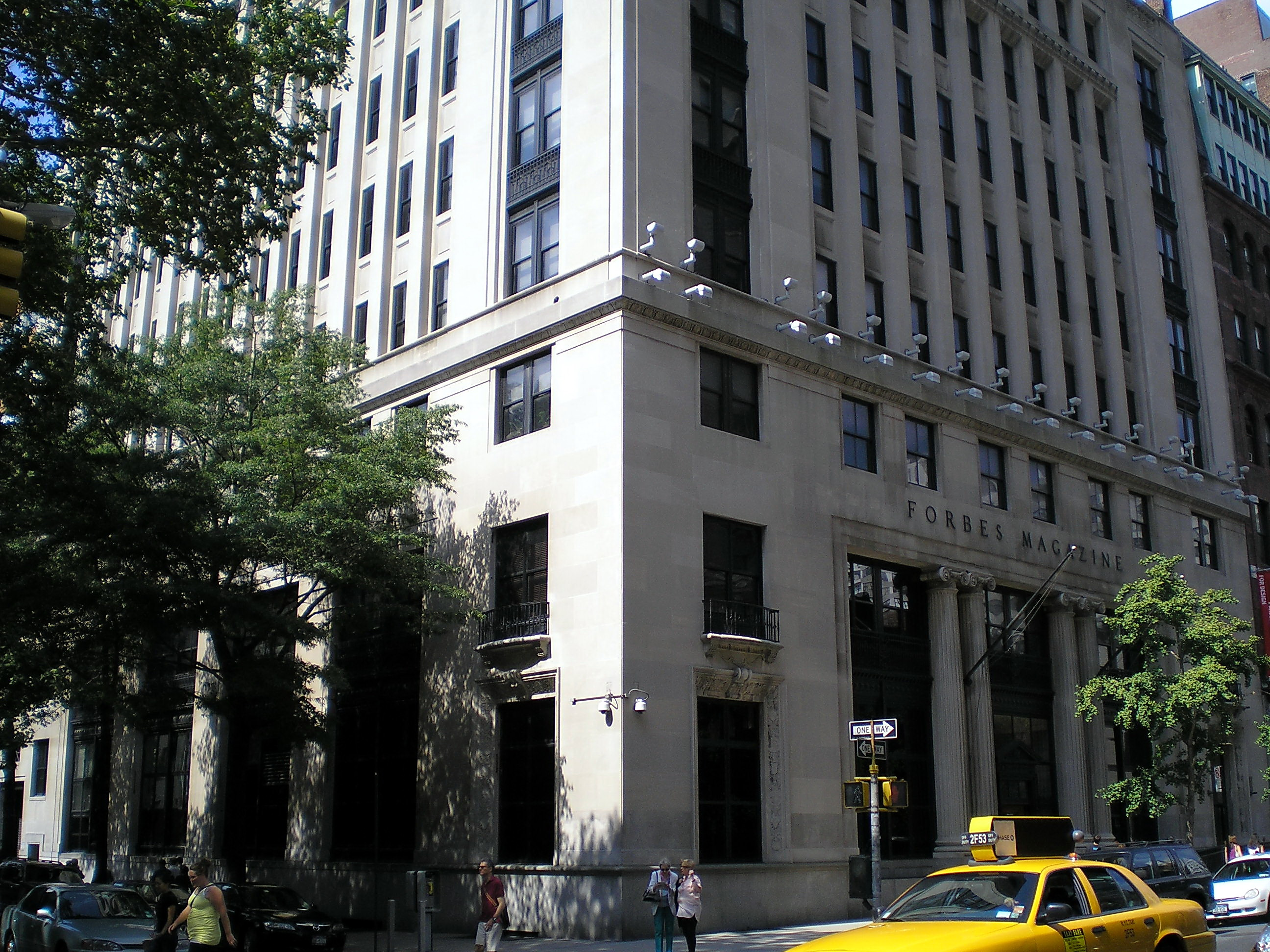
ニューヨーク市のフォーブス本社

1946年に陸軍を除隊した後、1951年から1957年までニュージャージー州上院議員を務めたり、ニュージャージー州知事に立候補して落選するなど、政治の世界に身を投じた。父の死から3年後の1957年には雑誌の制作に専念するようになった。1964年に兄のブルース・チャールズ・フォーブスが亡くなると、会社の全権を掌握した。
フォーブス社の雑誌は順調に成長し、フォーブスは不動産販売などに投資を分散させていった。フォーブスが最後に手がけたのは、ニューヨークのナイトライフをテーマにした雑誌『エッグ』だった。この雑誌への貢献が認められ、フォーブスは1989年にウォルター・クロンカイト優秀ジャーナリズム賞を受賞した。
フォーブスは熱心かつ特異なコレクターだった。収集品としては、膨大な美術品や歴史的資料、ハーレーダビッドソンのバイク、フランスの城（ノルマンディー地方のシャトー・ド・バルロワ）、飛行機、ヨット、特別な形の熱気球などがある。また、ピーター・カール・ファベルジェの作品を365点以上所有しており、その中には12個のインペリアル・イースター・エッグも含まれていた。

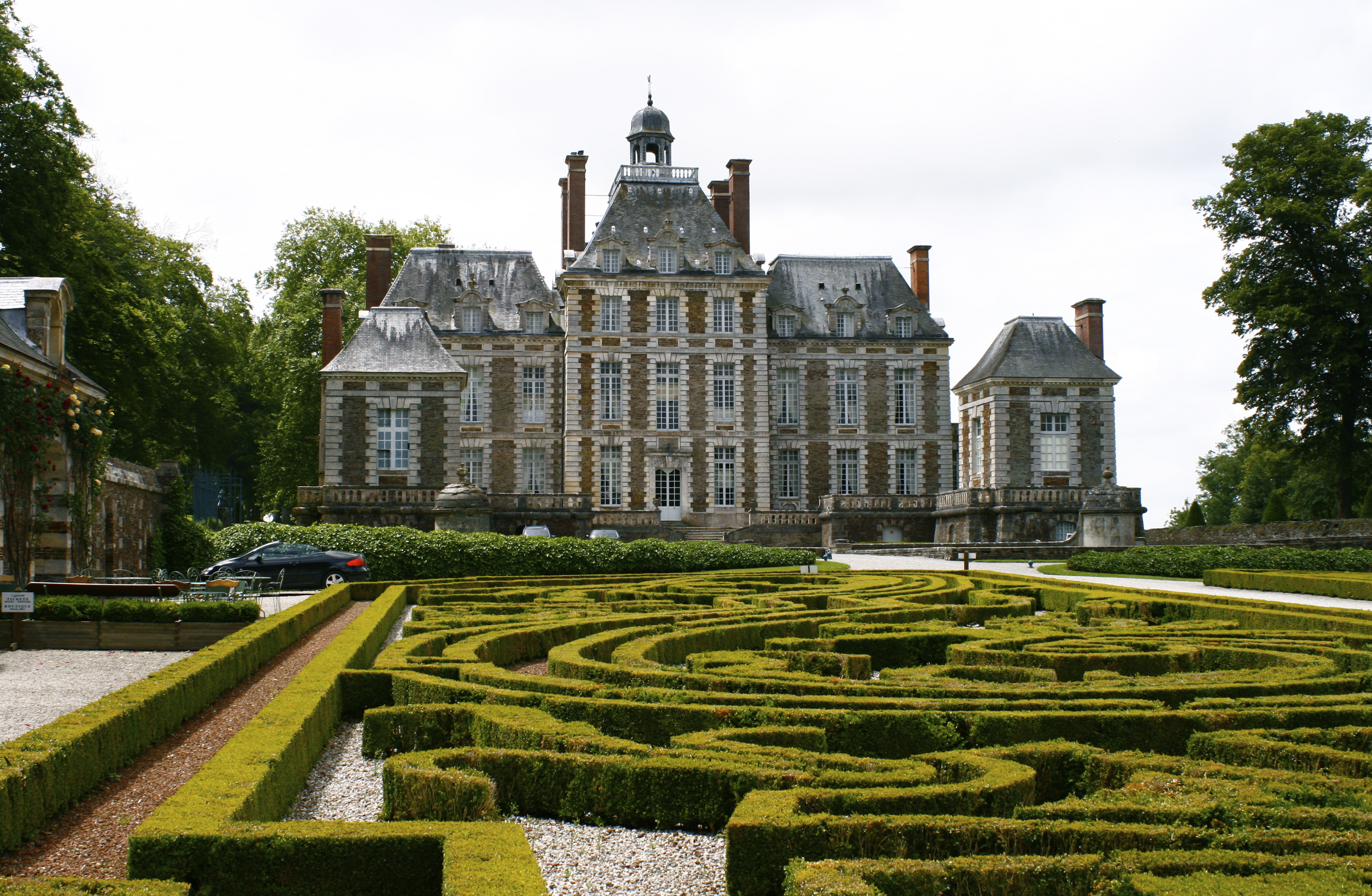
フォーブスが保有したシャトー・ド・バルロワ

毎年豪勢な誕生日パーティーを開き、特に70歳の誕生日パーティーは有名である。70歳の誕生日パーティーは、モロッコ北西部の都市タンジェにあるパレ・メンドゥブ（1970年にモロッコ政府から購入した）で開催された。推定250万ドルを投じ、ボーイング747、DC-8、コンコルドをチャーターして、ニューヨークやロンドンから世界の富豪たち800人を招待した。その中には、友人のエリザベス・テイラー、ジャンニ・アニェッリ、ロバート・マクスウェル、バーバラ・ウォルターズ、ヘンリー・キッシンジャー、6人のアメリカ州知事、そして彼の雑誌に広告を出しそうな数多くの多国籍企業のCEOなどが含まれていた。
晩年にはオートバイに乗るようになった。「キャピタリスト・ツールズ」というオートバイクラブを設立して活動していた。ニュージャージー州にあるフォーブスの邸宅は、ニュージャージー州やニューヨーク州のオートバイ仲間が集まる定例会場となっていた。フォーブスは様々なバイクを所有していたが、中でもハーレーダビッドソンがお気に入りだった。女優のエリザベス・テイラーにハーレーダビッドソンのパープル・パッションを贈ったことでも知られる。

## 私生活
フォーブスは、ロベルタ・レムセン・レイドロー(Roberta Remsen Laidlaw)と1946年に結婚し、1985年に離婚した。2人の間には5人の子供がいた。マルコム・スティーブンソン・ジュニア（Malcolm Stephenson Jr.、通称スティーブ(Steve)）、ロバート・レイドロー(Robert Laidlaw)、クリストファー・チャールズ（Christopher Charles、通称キップ(Kip)）、ティモシー・カーター（Timothy Carter、通称ティム(Tim)）、モイラ・ハミルトン(Moira Hamilton)である。スティーブは、1996年に大統領選に出馬した。
父はスコットランドから離れて暮らしていたときでも、2年に1度は故郷のアバディーンシャーに戻り、クルーデン・ベイ・ホテルに宿泊して「ホワイトヒルの人々をピクニックでもてなす」ことをしていた。フォーブスは1987年にこの伝統を復活させた。
フォーブスの死後間もない1990年3月、ゲイ・レズビアン雑誌の『アウトウィーク』は、ミケランジェロ・シーナリラによる記事「マルコム・フォーブスの秘密のゲイライフ」を掲載し、フォーブスが同性愛者だったことを暴露（アウティング）した。シーナリラは、フォーブスが同性愛を秘密にしなければならないようにしたメディアを批判した。シーナリラは、「故マルコム・フォーブスのような権力者でさえ、絶対にクローゼットから出られないと感じるほど、私たちの社会は圧倒的な抑圧を受けているのだろうか」と問いかけた。フォーブスの死後も、ほとんどのメディアは彼のセクシュアリティを公表することに消極的だった。『ニューヨーク・タイムズ』紙は、この論争を報じる際に、フォーブスの名前を出さずに、その代わりに「ある有名な故人の大富豪」(a famous, deceased millionaire)とぼかして表現した。

## 死去と遺産
フォーブスは1990年、ニュージャージー州ファーヒルズの自宅で、心臓発作により70歳で死去した。友人で医師のオスカー・クルーシによって死亡が宣告された。
フォーブスの死後、雑誌事業は息子のスティーブ・フォーブスと孫娘のモイラ・フォーブスによって運営されている。
収集品のひとつであった9つのファベルジェの卵はサザビーズより2004年4月にオークションにかけられる予定であったが、ロシアの石油王であり美術品収集家のヴィクトール・ヴェクセルバーグが2月に取引をし、1億ドルで購入した。
映画『007 リビング・デイライツ』に登場する武器商人ウィティカーの邸宅は、フォーブスの邸宅が撮影に使用されており、現在はフォーブス博物館として公開されている。

## 賞と栄誉
- 1942年 - ブロンズスターメダル
- 1942年 - パープルハート章
- 1974年 - アカデミー・オブ・アチーブメント ゴールデンプレート[16]
- 1989年 - ウォルター・クロンカイト優秀ジャーナリズム賞（英語版）
- 1999年 - オートバイ殿堂（英語版）殿堂入り[3]
- 2008年 - ニュージャージー州の殿堂（英語版）殿堂入り[17]